# バーバラ・ボディション
バーバラ・ボディション（Barbara Bodichon、結婚前の名前　Barbara Leigh Smith、1827年4月8日 - 1891年6月11日）は、イギリスの教育者、女性の権利のための運動家である。ラファエル前派の画家、ウィリアム・ホルマン・ハントに学び、画家としても活動した。

## 略歴
イングランド南東部、イースト・サセックス、ロザーのワッティントン（Whatlington）に生まれた。ホイッグ党の政治家ベンジャミン・リー・スミス（Benjamin Leigh Smith: 1783-1860）と帽子屋の娘との間の婚外子であった。父親は急進的奴隷制度廃止論者ウィリアム・スミス（William Smith: 1756-1835）の息子であった。父親の姉妹の一人は裕福なジェントリのウィリアム・ナイチンゲールと結婚し、クリミア戦争での負傷兵たちの看護で知られるフローレンス・ナイチンゲール（1820-1910）とはいとこの関係である。両親は一緒に暮らすようになり、さらにベンジャミン・リー・スミスを含む3人の子供が生まれたが1834年に母親は亡くなった。
若い頃から強い性格と慈善活動への関心で、慈善家や社会改革者の中で目立つ存在になり、「Langham Place Group」（Langham Placeは雑誌「English Woman's Journal」の出版をする事務所の場所になる。）と呼ばれる女性運動家グループのメンバーとなった。1854年に「女性に関するイングランドの法律の要約（Brief Summary of the Laws of England concerning Women）」を出版した。この著作は1870年に既婚女性が自分の財産を所有する権利に関する法律が成立するのに貢献した。このころ女性画画家のアンナ・メアリー・ハウィット（Anna Mary Howitt:  1824–1884）と親しかった。
1857年に彼女は著名なフランス人の医師で人類学者のウジェーヌ・ボディション（Eugène Bodichon: 1810-1885）と結婚した。しばしば夫の研究のためにアルジェリアで過ごしたが、イギリス女性のための運動を続けた。1858年にマルチダ・メアリー・ヘイズ（Matilda Mary Hays）やベッシー・レイナー・パークス（ Bessie Rayner Parkes）らと「English Woman's Journal」を創刊した。
女性参政権の獲得のための運動に参加し、エミリー・デイヴィスに協力しイギリスで初めて女性のために作られた全寮制のカレッジであるケンブリッジ大学のガートン・カレッジが1869年に設立されるのに貢献した。
ウィリアム・ホルマン・ハントから絵画を学び、パリのサロンやロイヤル・アカデミー・オブ・アーツの展覧会に水彩画を出展し、ジャン＝バティスト・カミーユ・コローやシャルル＝フランソワ・ドービニーといった画家から賞賛された。
ボディションのロンドンの邸には、当時の著名な文学者や美術家が集まった。女性芸術家協会 (Society of Female Artists) の初期からの会員であり、1858年から 1886年の間、女性芸術家協会に60点ほどの作品を展示した。友人であった芸術家にはジョージ・エリオットがいてエリオットの小説『アダム・ビード』を評価した。
イースト・サセックスのロバーツブリッジ(Robertsbridge)で亡くなった。

## 絵画作品

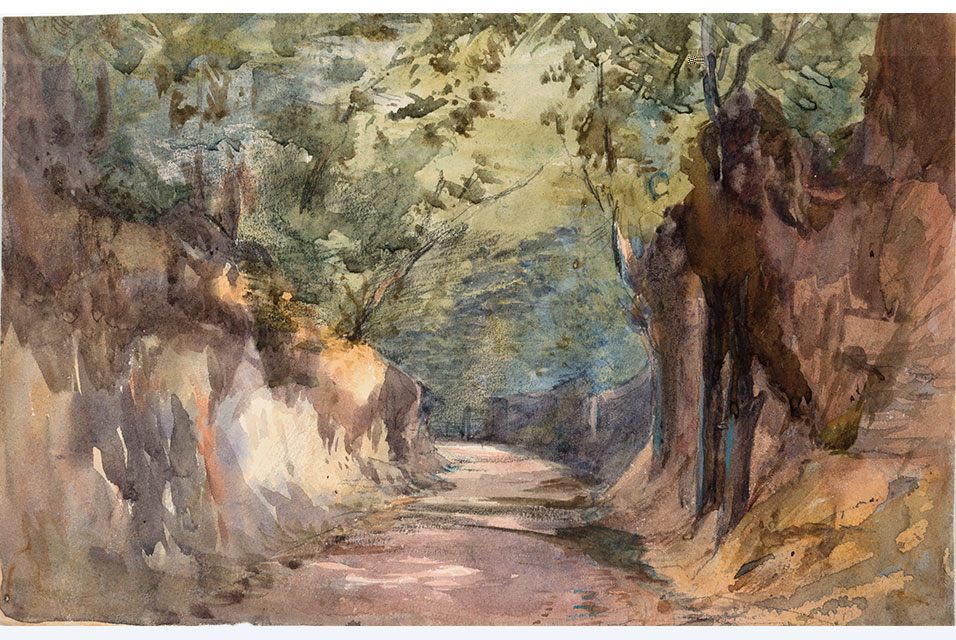
"Entrance to Scalands Gate" デラウェア美術館
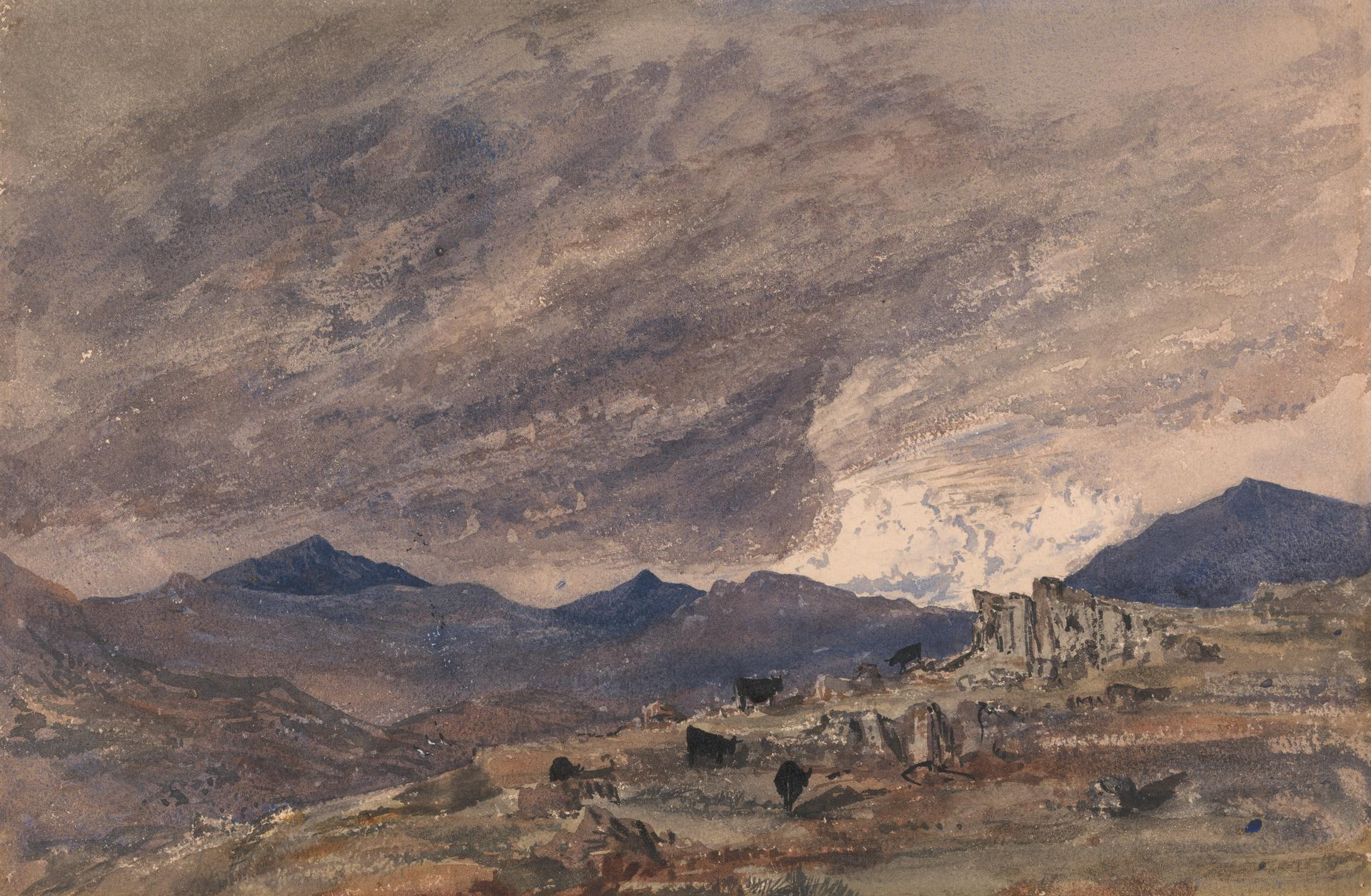
"View of Snowdon with a Stormy Sky"
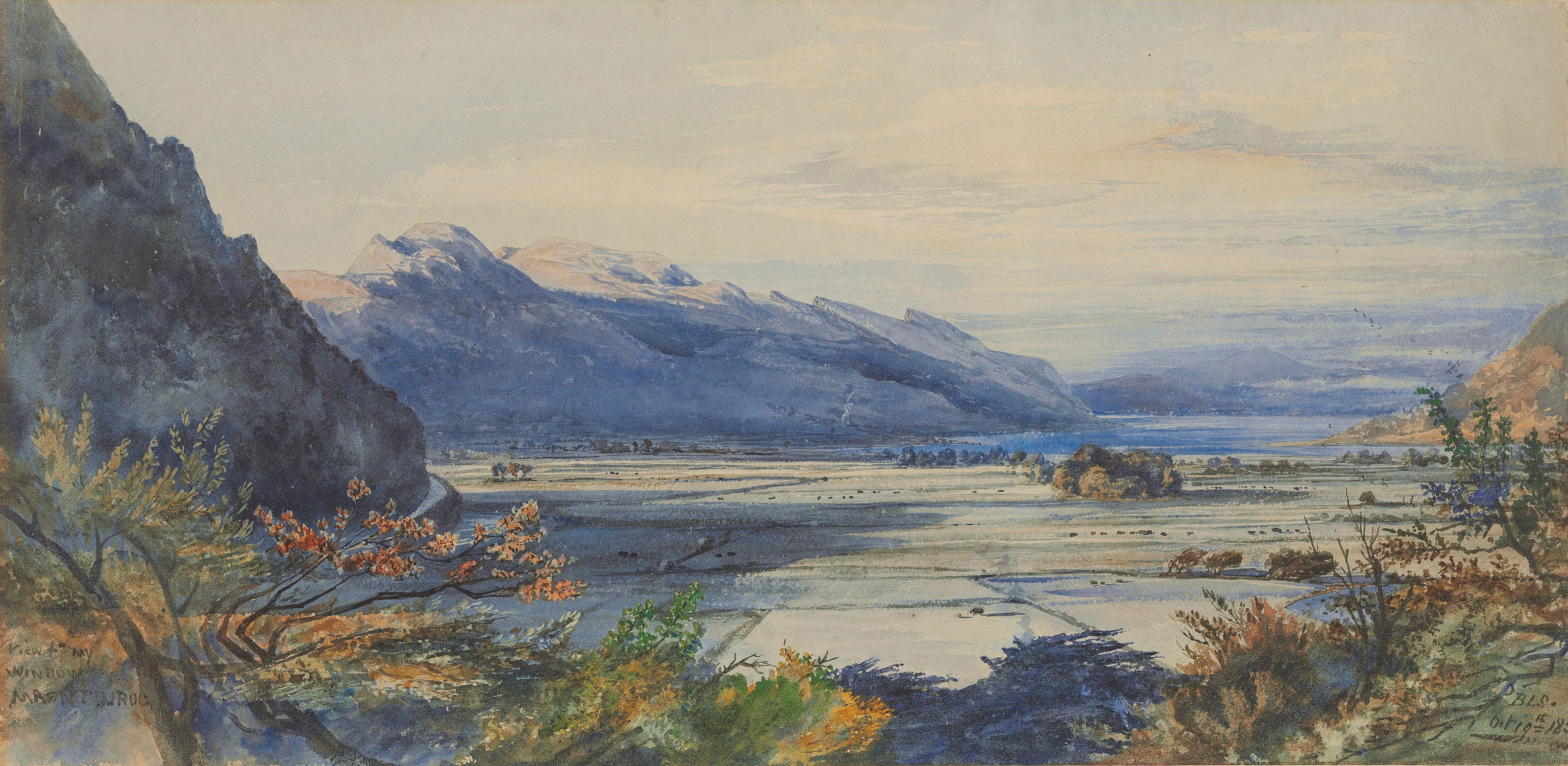